# Zachytávání a ukládání oxidu uhličitého

Schéma znázorňující pozemní a geologické ukládání emisí oxidu uhličitého z uhelné elektrárny

Zachytávání a ukládání oxidu uhličitého, či zachycování a ukládání oxidu uhličitého (CCS z anglického carbon capture and storage) je proces zachytání odpadního oxidu uhličitého (CO2), doprava do úložiště a uložení na místě, kde nebude vstupovat do atmosféry. CO2 se obvykle zachycuje z velkých bodových zdrojů jako jsou cementárny nebo elektrárny na biomasu, a obvykle je skladován v podzemním geologickém souvrství. Cílem je zabránit uvolňování velkého množství CO2 do atmosféry z těžkého průmyslu. Jedná se o potenciální prostředek ke zmírňování příspěvku emisí oxidu uhličitého z průmyslu a z vytápění ke globálnímu oteplování a k okyselování oceánů. Ačkoli CO2 byl vstřikován do geologických souvrství pro různé účely po několik desetiletí, včetně vylepšení těžby ropy, dlouhodobé skladování CO2 je relativně nový koncept.
Oxid uhličitý lze zachytit přímo ze vzduchu nebo z průmyslového zdroje (jako jsou spaliny z elektráren) pomocí různých technologií, včetně absorpčních, adsorpčních, chemických smyček, membránové separace plynů nebo technologií hydrátů plynů. CCS použitý v moderní konvenční elektrárně by mohl snížit emise CO2 do atmosféry přibližně o 80–90 % ve srovnání se zařízením bez CCS. Pokud se používá v elektrárně zachycující a stlačující CO2 se odhaduje, že další náklady na systém zvýší u elektráren na fosilní paliva náklady na watthodinu vyrobené energie o 21–91%; a použití technologie na stávající zařízení by bylo ještě nákladnější, zvláště pokud stojí daleko od místa odnímání. K roku 2020 na světě funguje 26 zařízení CCS, které zachycují asi 40 milionů tun CO2 ročně, z toho 3,7 (údaj za rok 2017) se ukládá geologicky. Většinou jde o průmyslové zdroje, nikoli elektrárny: průmyslová odvětví, jako je cementárenství, výroba oceli a výroba hnojiv, se těžko oduhlíkují (dekarbonizují).
Je možné, že CCS v kombinaci s využitím biomasou povede k čistým negativním emisím. Zkouška bioenergie se zachycováním a ukládáním uhlíku (BECCS) v jednotce spalující dřevo v elektrárně Drax ve Velké Británii začala v roce 2019: pokud by byla úspěšné, mohla by denně z atmosféry odstraňovat jednu tunu CO2.
Skladování CO2 se předpokládá buď v hlubinném geologickém souvrství (viz Geologické ukládání oxidu uhličitého), nebo ve formě minerálních uhličitanů. Rovněž se zkoumá pyrogenní zachycování a skladování uhlíku (PyCCS). Úložiště v hlubinném oceánu se nepoužívá, protože by mohlo oceán okyselit. Geologické souvrství jsou v současné době považovány za nejslibnější místa pro odnímání. Americká Národní energetická technologická laboratoř (NETL) uvedla, že Severní Amerika má při současné rychlosti produkce oxidu uhličitého dostatek úložné kapacity na více než 900 let. Obecným problémem je, že dlouhodobé předpovědi o zabezpečení podmořských nebo podzemních zásobníků jsou velmi obtížné a nejisté a stále existuje riziko, že nějaký CO2 může unikat do atmosféry.

## Základní princip
Technologie zachycování a ukládání oxidu uhličitého zahrnuje 3 poměrně oddělené, ale na sebe navazující procesy separace oxidu uhličitého, jeho dopravy a ukládání. Jednotlivé prvky jsou sice testovány, ale komplexní technologie zatím v praxi dlouhodobě nebyla odzkoušena.

## Předpokládané využití
Použití technologie CCS by mohlo být efektivní z hlediska nákladů pro zdroje znečištění, které vypouštějí asi milion tun oxidu uhličitého ročně. V České republice by mohlo jít asi o 25 míst převážně uhelných elektráren.

## Příklady projektů CCS
K prosinci 2020 identifikoval Globální institut CSS za rok 2020 celkem 65 velkých zařízení CCS, v provozu i ve stavbě. Ročně zachycují 40 milionů tun CO2 z 26 zařízení, které fungují. Informace o projektech Evropské unie se nachází na webových stránkách Platformy nulových emisí.

### Norsko
Norsko ohlásilo záměr do roku 2015 vybudovat podzemní zařízení pro zachycování a skladování emisí ze své plynové elektrárny. V lednu 2008 bylo nedaleko Bergenu otevřeno pilotní zařízení, kde má postupně vzniknout paroplynový komplex vybavený technologií zachycování a skladování oxidů uhlíku – CCS. Norský projekt je založen na separování CO2 již během hoření, avšak národní úřad pro bezpečnost ropného průmyslu (PSA) publikoval zprávu upozorňující na možná rizika spojená s podzemním ukládáním uhlíkových emisí. Dostupné studie podle něj nedostatečně zkoumaly korozivní a toxické vlastnosti ukládaných exhalací v plynné, kapalné a pevné formě. Zachycené plyny by mohly s určitým časovým odstupem unikat do ovzduší, čímž by zařízení ztratilo na významu.
V roce 2015 Norsko přezkoumávalo studie proveditelnosti a doufalo, že do roku 2020 bude mít komplexní demonstrační projekt zachycování uhlíku.
V roce 2020 poté oznámilo projekt „Langskip“. Tento 2,7 miliardový projekt CCS by měl zachytit a ukládat emise oxidu uhličitého z cementárny Norcem v Breviku. Rovněž plánuje financovat zařízení ve spalovně oselské společnosti Fortum Oslo Varme. Nakonec bude financovat projekt přepravy a skladování „Northern Lights“, společný projekt společností Equinor, Shell a Total. Tento projekt bude přepravovat kapalný CO2 ze záchytných zařízení do terminálu v Øygardenu v kraji Vestland. Odtud bude CO2 čerpán potrubím do nádrže pod mořským dnem.

## Udržitelnost technologie CCS
CCS není považována za trvale udržitelnou, neboť zvyšuje spotřebu paliva (a tím emise), nelze trvale zajistit těsnost podzemních úložišť (jen cca 50 až 100 let) a hrozí odčerpáním prostředků, které by bylo vhodnější investovat do úspor a obnovitelných zdrojů energie. Technologie nadělá více škod než užitku. Současná technologie je také velmi nákladná. Také se odhaduje, že spotřeba vody na výrobu energie se takto přibližně zdvojnásobí. Ukládání oxidu uhličitého v dlouhodobém horizontu je ve velkém množství zajištěno přírodním procesem. Podle jistých odhadů by navíc ke splnění limitu oteplení o 1,5 °C bylo nutno, aby antropogenní emise byly do roku 2100 eliminovány a nahrazeny antropogenním ukládáním zhruba 10 gigatun oxidu uhličitého ročně. Uhlík by však neměl být považován jen za špatný.